# Ernesto Santolaya
Ernesto Santolaya (Huérteles, Soria, 14 de octubre de 1935-20 de octubre de 2021) fue un editor español, fundador de la editorial Ikusager. Fue una figura clave de la cultura alavesa e impulsor del mundo del cómic en el País Vasco.

## Biografía
Nació en el seno de una familia de pastores, en la localidad soriana de Huérteles, en el año 1935. De pequeño, aprendió a leer a través de los tebeos.
Durante los años setenta tuvo que lidiar con la dictadura franquista, viviendo de cerca los sucesos de Vitoria, y más adelante sufrió un ataque terrorista por su pertenencia a la iniciativa ciudadana ¡Basta Ya!.
En 1976 se planteó crear una editorial que conectara con la gente joven a través de los tebeos. Fue entonces cuando creó la editorial Ikusager, especializada en la publicación de cómics. Aficionado al mundo del cine —en uno de sus despachos tenía dos mil películas—, tiempo después estableció en la capital alavesa el cinefórum Vitoria.
Falleció a los 86 años, a consecuencia de un cáncer, que padecía, al menos, desde 2015.